# Суави
Суави, полное имя Мехмет Суави Сайган (тур. Mehmet Suavi Saygan; род. 1950, Кырыккале) — турецкий фолк-певец.
Окончил Ближневосточный технический университет (1972), где изучал архитектуру. В студенческие годы выступал по ночам в клубах Анкары как гитарист и ударник, после окончания университета играл в различных оркестрах. В 1992 году записал, наконец, первый альбом «Моё безумное сердце» (тур. Deli Gönlüm).
В 1994 г. выиграл национальный отборочный конкурс для участия в международном музыкальном конкурсе «Голос Азии», проходящем в Казахстане, а затем стал победителем и международного финала на Медеу. В 1997 г. выиграл также турецкий национальный конкурс поп-музыки «Золотой голубь» (тур. Altın Güvercin). Эти две победы обеспечили музыканту стабильную дальнейшую карьеру. К 2015 году он выпустил ещё шесть альбомов.
Песни Суави сочетают влияние турецкой народной музыкальной традиции с интересом к мировой музыке. В своих песнях он часто использует турецкую классическую поэзию XX века — стихи Назыма Хикмета, Ахмеда Арифа и др.